# Im Dong-hyun
Dans ce nom coréen, le nom de famille, Im, précède le nom personnel.
Im Dong-hyun (né le 12 mai 1986 à Chungbuk) est un archer sud-coréen. Il a la particularité d'être malvoyant (1/10e à l’œil gauche et 2/10e au droit). Il est d'ailleurs considéré comme « légalement aveugle » selon les critères américains, et est surnommé « The Blind Archer ». Il a pourtant été plusieurs fois champion olympique et champion du monde, et a établi plusieurs records.

## Biographie
Il participe aux épreuves de tir à l'arc pour la Corée du Sud lors des Jeux olympiques de 2004, 2008 et 2012. À l'occasion des Jeux olympiques d'été de 2012, il bat le record mondial de la discipline, avec un score de 699 points.
Aux Jeux olympiques d'été de 2004, Im a établi un record du monde en individuel masculin pour 72 flèches lors du tour de classement, avec un score de 687 (cependant, il n'a pas été reconnu par le Comité international olympique comme un record olympique (en), puisque le tour de classement a eu lieu le 12 août, avant la cérémonie d'ouverture 2004[réf. nécessaire]). Il a ensuite remporté ses trois premiers matchs éliminatoires, accédant ainsi aux quarts de finale. En quart de finale, Im fait face au Japonais et futur médaillé d'argent Hiroshi Yamamoto et perd 111-110 dans le match à 12 flèches. Im se classe 6e au classement général.
Il a également été membre de l'équipe Coréenne aux Jeux olympiques de 2004, obtenant la médaille d'or masculine de tir à l'arc par équipe.
En 2006, il participe aux Jeux asiatiques et a remporté deux médailles d'or en individuel et par équipe.
Aux Jeux olympiques d'été de 2008 à Pékin, il termine son tour de classement avec un total de 670 points, à neuf points du leader Juan René Serrano. Cela lui permet d'obtenir la huitième place pour la compétition finale, dans laquelle il a fait face Ali Salem au premier tour. Il bat le Qatari 108-103. Au second tour, Im prend l'avantage sur Butch Johnson (115-106), mais lors du troisième tour, un autre Américain, Vic Wunderle l'élimine 113 à 111.
Avec Lee Chang-hwan et Park Kyung-Mo, il prend également part à l'épreuve par équipe. Avec son score de 670 lors du tour de classement, combiné avec le 676 de Park et le 669 de Lee, les Coréens finissent à la première position après le tour de classement, leur permettant d'accéder directement aux quarts de finale. Avec un score de 224 à 222, ils prennent l'ascendant sur l'équipe polonaise et ils battent en demi-finale la Chine, nation hôte de la compétition, 221 à 218. Lors de la finale, l'Italie leur tient tête, mais la Corée du Sud remporte le titre 227 à 225.

## Palmarès

### Jeux olympiques
- Médaille d'or par équipes aux Jeux olympiques de 2004 à Athènes
- Médaille d'or par équipes aux Jeux olympiques de 2008 à Pékin
- Médaille de bronze par équipes aux Jeux olympiques de 2012 à Londres

### Championnats du monde
- Médaille d'or individuelle aux Championnats du monde de 2017 à Mexico
- Médaille d'or par équipes aux Championnats du monde de 2009 à Ulsan
- Médaille d'or individuelle aux Championnats du monde de 2007 à Leipzig
- Médaille d'or par équipes aux Championnats du monde de 2007 à Leipzig
- Médaille d'or par équipes aux Championnats du monde de 2003 à New York
- Médaille d'argent individuelle aux Championnats du monde de 2009 à Ulsan
- Médaille d'argent aux Championnats du monde de 2003 à New York
- Médaille de bronze par équipes aux Championnats du monde de 2017 à Mexico

### Jeux asiatiques
- Médaille d'or par équipes aux Jeux asiatiques de 2010 à Guangzhou
- Médaille d'or individuelle aux Jeux asiatiques de 2006 à Doha
- Médaille d'or par équipes aux Jeux asiatiques de 2006 à Doha
- Médaille d'or par équipes aux Jeux asiatiques de 2002 à Busan
- Médaille de bronze individuelle aux Jeux asiatiques de 2002 à Busan

### Universiade
- Médaille d'or à l'Universiade d'été de 2011 à Shenzhen